# 山下和彦 (政治家)
山下 和彦（やました かずひこ、1946年2月24日 - ）は、日本の政治家。元伊方町長（3期）。

## 経歴
1946年生まれ。
1964年に愛媛県立川之石高等学校卒業後、伊方町役場に入庁。産業建設課長、農林水産課長、水道課長、総務課長、農業委員会事務局長などを歴任した。
2006年、畑中芳久が収賄容疑で逮捕され辞職したことに伴って行われた伊方町長選挙に立候補。元愛媛県議会議員の高門清彦を破り初当選を果たし、2期伊方町長に就任した。2010年の伊方町長選挙では無投票当選を果たした。
2016年4月13日に検査入院した際に軽い脳梗塞が見つかったためリハビリ治療を受けていたが、言語障害が残るなど退院の見通しが立たないことから、同年9月29日に辞職願を提出した。

## 略歴
- 1964年 - 愛媛県立川之石高等学校卒業。伊方町役場に入庁。
- 1980年 - 農業委員会事務局長に就任。
- 1981年 - 政策室長に就任。
- 1982年 - 福祉課長に就任。
- 1986年 - 教育次長兼総務学校教育課長に就任。
- 1990年 - 産業建設課長に就任。
- 1991年 - 建設課長に就任。
- 1995年 - 地域経済対策課長に就任。
- 1996年 - 農林水産課長に就任。
- 1999年 - 水道課長に就任。
- 2004年 - 総務課長に就任。
- 2005年 - 農業委員会事務局長に就任。
- 2006年 - 伊方町役場を退職。伊方町長選挙に立候補し、高門清彦を破り初当選。
- 2010年 - 伊方町長選挙で無投票当選（2期）。

## 政策
- 2013年6月、伊方町議会で「原発に大きく依存したこれまでの地域振興策を見直し、地域資源を生かしたまちづくりに取り組む必要を強く感じる」と述べ、県が進めるサイクリングに着目した観光振興などに力を入れる考えを示した[4]。